# Oonops
Genre
Oonops est un genre d'araignées aranéomorphes de la famille des Oonopidae.

## Distribution
Les espèces de ce genre se rencontrent pour la plupart en Amérique et en Europe, et quelques-unes en Océanie et en Afrique.

## Liste des espèces
Selon World Spider Catalog (version 24.5, 08/08/2023) :
- Oonops acanthopus Simon, 1907
- Oonops alticola Berland, 1914
- Oonops amacus Chickering, 1971
- Oonops amoenus Dalmas, 1916
- Oonops aristelus Chickering, 1972
- Oonops balanus Chickering, 1972
- Oonops caecus Benoit, 1975
- Oonops citrinus Berland, 1914
- Oonops cubanus Dumitrescu & Georgescu, 1983
- Oonops cuervus Gertsch & Davis, 1942
- Oonops domesticus Dalmas, 1916
- Oonops ebenecus Chickering, 1972
- Oonops figuratus Simon, 1892
- Oonops gavarrensis Bosselaers, 2017
- Oonops globimanus Simon, 1892
- Oonops hasselti Strand, 1906
- Oonops itascus Chickering, 1971
- Oonops leai Rainbow, 1920
- Oonops leitaoni Bristowe, 1938
- Oonops longespinosus Denis, 1937
- Oonops longipes Berland, 1914
- Oonops loxoscelinus Simon, 1893
- Oonops lubricus Dalmas, 1916
- Oonops mahnerti Brignoli, 1974
- Oonops minutus Dumitrescu & Georgescu, 1983
- Oonops oblucus Chickering, 1972
- Oonops olitor Simon, 1911
- Oonops ornatus Chickering, 1971
- Oonops persitus Chickering, 1971
- Oonops petulans Gertsch & Davis, 1942
- Oonops placidus Dalmas, 1916
- Oonops procerus Simon, 1882
- Oonops propinquus Dumitrescu & Georgescu, 1983
- Oonops pulcher Templeton, 1835
- Oonops pulicarius Simon, 1892
- Oonops reddelli Gertsch, 1977
- Oonops reticulatus Petrunkevitch, 1925
- Oonops ronoxus Chickering, 1972
- Oonops rowlandi Gertsch, 1977
- Oonops sativus Chickering, 1971
- Oonops sicorius Chickering, 1971
- Oonops stylifer Gertsch, 1936
- Oonops tectulus Chickering, 1971
- Oonops triangulipes Karsch, 1881
- Oonops tubulatus Dalmas, 1916
- Oonops vestus Chickering, 1971
- Oonops viridans Bryant, 1942

## Systématique et taxinomie
Ce genre a été décrit par Templeton en 1835.

## Publication originale
- Templeton, 1835 : « On the spiders of the genus Dysdera Latr. with the description of a new allied genus. » Zoological Journal, vol. 5, p. 400-408 (texte intégral).